# Leonel Ponciano León
Leonel Ponciano León (Guatemala, 12 de marzo de 1936 – 22 de octubre de 2009) fue un político de izquierda y alcalde de la ciudad de Guatemala de 1974 a 1978. Fue un líder de la oposición izquierdista en Guatemala y su gestión es recordada por haber enfrentado el Terremoto de Guatemala de 1976 y por iniciar la construcción de los grandes colectores subterráneos de aguas residuales de la ciudad de Guatemala.

## Gestión municipal (1974-1978)
Leonel Ponciano León llegó a la Alcaldía de la Ciudad de Guatemala postulado por el Partido Frente Unido Revolucionario Democrático, parte, en las Elecciones generales de Guatemala de 1974 del Frente Nacional de Oposición.  Habiendo ocupado en la anterior administración, de Manuel Colom Argueta, el cargo de Secretario General, en su período dio continuidad a las políticas iniciadas en el anterior, en particular al Esquema Director de Ordenamiento Urbano 1972-2000, la primera planificación de crecimiento y gestión urbana a largo plazo en la historia de la Ciudad de Guatemala.
Sin embargo, las obras y políticas proyectadas para su administración se vieron interrumpidas por el Terremoto de Guatemala de 1976. Ponciano León tuvo que enfrentar la emergencia provocada por el desastre, así como la posterior reconstrucción de la ciudad.  Para ello, trabajó en colaboración con el gobierno central, encabezado por el general Kjell Eugenio Laugerud García, a pesar de que eran rivales políticos. Aun cuando la red de distribución de agua sufrió graves daños, la Municipalidad pudo restablecer el servicio en 48 horas, y gracias al Plan de los Cien Días, se logró el descombramiento casi total de la ciudad antes de que comenzara la temporada de lluvias, lo que previno más desastres.

## Principales Obras
Aun cuando la administración de Ponciano se vio marcada por el Terremoto de 1976, pudo realizarse obra pública importante para la ciudad de Guatemala.  Pueden mencionarse entre otras: 
- Diagonal 14 de la zona 5
- Pasarela Oriente del Centro Cívico
- Proyecto de urbanización del Relleno Sanitario, que conectó las zonas 3 y 7
- Se completó el Puente sobre el Anillo Periférico "Adolfo Mijangos"[7]
- Se inició la construcción del sistema de colectores subterráneos de aguas servidas para la ciudad[4].